# Justismuseet
Justismuseet (indtil 2016: Norsk Retsmuseum) er et nationalt museum for justitssektoren i Norge, som er beliggende i Trondheim. Museet blev oprettet i 2001 og ligger i bygningen for det tidligere Kriminalasyl i bydelen Kalvskinnet. Museets beskæftiger sig med lov og ret og udstiller genstande fra norsk retshistorie fra 1600-tallet til i dag. I tillæg til de faste udstillinger, som vises på museet, fremstilles vandreudstillinger, der vises i hele landet. Museet har til opgave at ivaretage genstande og dokumentation af virksomheden i justitssektoren. Vigtige bevaringsområder indenfor dette departementet er domstolene, politiet, anklagemyndigheden og kriminalforsorgen.
Direktør for Justismuseet har fra oprettelsen i 2001 har vært Johan Sigfred Helberg. Museet har åbent tirsdag til fredag og har gratis adgang.

## Galleri
- Skarprettersværd fra 1618.
- Skarpretterøkse fra 1742. Øksen blev fremstillet til Johann Caspar Öhlstein, som var skarpretter i Trondheim i perioden 1744 - 1768.
- Skarpretterrummet. Forskellige instrumenter brugt til bøddelgerningen. Kraniet stammer fra en 22 år gammel mand.
- Udstillingsmontre på 1. etage.
- Udstillingsmontre om lensmænd, der er Norges ældste etat og kan føres tilbage til kong Sverre Sigurdsson (1145/1151-1202).
- Udstilling fra 2. verdenskrig. Henry Rinnan var født i 1915 i Levanger og blev henrettet ved Kristiansten fæstning i 1947. Han var tilknyttet det tyske sikkerhedspoliti i Trondheim under krigen.
- Tov brugt i flugtforsøg fra fængsler i Trondheim på 1920-årene.
- Enigma, tysk krypteringsmaskine.
- Udstilling fra okkupationstiden.